# Urocystis corsica
Urocystis corsica är en svampart som först beskrevs av Mayor & Terrier, och fick sitt nu gällande namn av Vánky 1982. Urocystis corsica ingår i släktet Urocystis och familjen Urocystidaceae.   Inga underarter finns listade i Catalogue of Life.